# Mimosa angustisiliqua
Mimosa angustisiliqua är en ärtväxtart som beskrevs av James Sykes Gamble. Mimosa angustisiliqua ingår i släktet mimosor, och familjen ärtväxter. Inga underarter finns listade i Catalogue of Life.